# 슈퍼 시로
《슈퍼 시로》(일본어: SUPER SHIRO)는 2019년 10월 14일부터 2020년 9월 7일까지 아베마 TV와 비디오 박스에서 착신되는 일본의 웹 애니메이션이자, TV 시리즈 애니메이션인 짱구는 못말려의 스핀오프작이다. 애니메이션 제작은 사이언스 SARU에서 담당하였다. 대한민국에서는 《슈퍼 흰둥이》라는 제목으로 2020년 4월 10일부터 2020년 9월 11일까지 카툰네트워크 코리아에서, 4월 23일부터 9월 24일까지 투니버스에서 방영했다.

## 줄거리
겉으로 보기에는 평범한 강아지이지만 사실은 세계를 구하는 슈퍼 히어로로 변신하는 강아지 시로(흰둥이). 전설의 뼈다귀로 알려진 보보보본을 노리며 세계정복을 하려는 강아지 테카프와 맞서며 오늘도 세계를 구하기 위해 출동한다.

## 등장인물
- 시로(シロ, 흰둥이)

본작의 주인공. 크레용 신짱에서는 노하라 신노스케의 집에서 기르는 애완견이었으나 이 작품에서는 공식으로 주인공으로 승격되어 등장한다. 이 작품에서도 신짱네에서 사는 보통 강아지였지만 히포가 발사한 변신 아이템이 가슴에 맞게 되면서 슈퍼 히어로에 임명되어서 슈퍼 시로(한국어 더빙판에서는 슈퍼 흰둥이)가 된다. 보통 때에는 크레용 신짱 때처럼 목에 파란색 개 목줄을 하고 있지만 히포가 전송을 보내고 보보보본에 대한 지시를 내릴 때는 곧바로 스스로 목줄을 풀고 가슴에 변신 아이템을 붙이고 붉은 망토를 휘날리는 슈퍼 히어로로 변신한다. 다만 하늘을 날아다니는 대신 빠른 발걸음을 통해서 이동을 한다. 히포와 교신을 할 때는 인간의 언어를 사용한다. 매번 보보보본을 찾아내지만 모두 가짜로 판명되어서 폭발에 휘말린다.
성우는 마시바 마리(日) / 정유미(韓)
- 히포(비보)

슈퍼 히어로 우주본부 소속의 휴머노이드 우주인으로 사실상 시로에게 슈퍼 히어로를 부여한 장본인이기도 하다. 원래는 도베르만에게 슈퍼 히어로를 부여하려고 했으나 노하라 신노스케가 도베르만 주인이 예쁜 누나라는 것을 알고 다가가는 바람에 도베르만이 아닌 시로에게 맞추게 되어서 시로를 슈퍼 히어로로 임명한다. 시로의 집을 통해서 교신을 하며 보보보본에 대한 지시를 내린다.
성우는 유카나(日) / 김현심(韓)
- 테카프(디카푸)

시로의 라이벌격인 발명견으로 분홍색 몸색깔에 X가 붙은 노란 모자를 쓰고있다. 그 역시 보보보본을 노리며 세계 최고의 지도자가 되려는 야심을 가지고 있지만 시로가 방해하게 되자 신경전을 벌인다. 원래는 말을 못하고 카푸카푸라는 어미를 쓰는 보통 강아지였지만 우연히 만나게 된 스승 개로부터 보호를 받게 되었으며 X가 붙은 노란 모자는 스승이 개발한 장치로 이 모자를 쓰고난 후부터 인간의 언어를 쓰면서 어미도 함께 붙인다.
성우는 카츠 안리(日) / 김지율(韓)
- 오라(올라)

8화에 등장하는 변덕스럽고 음흉한 성격의 까마귀. 시로나 테카프가 보보보본을 노리듯이 자신도 보보보본을 노리는 듯하다.
성우는 사토 세츠지(日) / 김정은(韓)
- 캔캔(캉캉)

부자집에서 기르는 암캐로 푸들 모습을 하고 있으며 우아하고 늘씬한 몸매를 가졌지만 그녀도 보보보본을 노리고 있다.
성우는 키도 이부키(日) / 김도희(韓)
- 도베르만

원래 시로 이전에 슈퍼 히어로를 부여받았을 대상의 견종이지만 그 지위를 시로에게 넘겨주면서 엑스트라로 등장한다.
성우는 이시이 타카유키(日) / 홍승효(韓)
- 노하라 신노스케(신짱구)

크레용 신짱에 나오는 주인공이자 시로의 주인. 이 작품에서는 엑스트라로 등장하며 처음에는 얼굴이 나오지 않고 목소리로만 나왔지만 나중에는 얼굴도 나온다.
성우는 코바야시 유미코(日) / 박영남(韓)
- 노하라 히마와리(신짱아)

크레용 신짱에 나오는 신짱의 여동생. 이 작품에서는 엑스트라로 나오며 22화에서 보보보본을 가진 모습으로 나온다. 여기에서도 갓난아기라 말은 못한다.
성우는 코오로기 사토미(日) / 여민정(韓)
- 노하라 히로시(신영식) / 노하라 미사에(봉미선)

크레용 신짱에 나오는 신짱, 히마와리의 부모. 시로의 주인이기도 하며 여기에서는 모두 엑스트라로 나온다.
성우는 모리카와 토시유키(日) / 김환진(韓)(노하라 히로시(신영식)), 나라하시 미키(日) / 강희선(韓)(노하라 미사에(봉미선))
- 내레이션

이 작품의 해설자로 시로가 슈퍼 히어로로 변신한 모습을 전달해준다.
성우는 오오츠카 아키오(日) / 박성태(韓)

## 등장 아이템
- 보보보본

본작에서 나오는 개 뼈다귀 모양의 아이템. 겉은 개 뼈다귀로 보이지만 전설의 뼈로 알려져있으며 테카프가 세계 최고의 지도자가 되어서 정복할 야욕을 가지며 노리고 있어서 시로가 이를 저지하며 우주 본부로 전송한다. 하지만 찾을 때마다 가짜로 판명되면 폭발하게 된다.

## 한국어판 목소리 출연
- 정유미: 흰둥이
- 박성태: 해설
- 김현심: 비보
- 김지율: 디카푸
- 김정은: 올라
- 홍승효: 도베르만
- 김도희: 캉캉
- 그 밖: 김다올, 유영, 박시윤, 강새봄, 이상호, 강성우

## 제작진
- 애니메이션 제작 : 신에이 동화

### 한국어판
- 기획: 김영욱
- 책임 프로듀서: 석종서, 신길주
- 기획 제작 3CP: 류정혜, 정송이, 이계훈, 이상현
- 콘텐츠 편성 기획: 하나영, 이민순, 김희정, 조아라, 조승연, 차주현, 강은희, 김혜수, 황예진, 류제인수정, 류조은
- 공연 전시 사업: 민지혜, 김아람, 서심지, 김진희, 박형준
- 판권 사업: 성수희, 양정민, 김민지, 구희준, 신찬양, 유혜정, 김윤주, 김미희
- 사업 관리: 김호영, 유지원, 안정란, 공태훈, 김민희, 이소정, 송은석, 최희선, 이아연, 이채윤
- 번역: 조희경
- 녹음&믹싱: 김재형
- 연출: 조승희
- 우리말 제작: 투니버스

## 음악

### 엔딩(한국어판)
- 제목: 슈퍼 흰둥이
- 음악 감독: 김정아
- 노래: 리윤서

## 방영 목록
1화: 흰둥이는 슈퍼 히어로
2화: 이상한 과자 공장
3화: 보석은 보보보보본
4화: 알을 빼앗아라
5화: 연못 속에는
6화: 짱구와 아침 체조
7화: 흔들다리 랩소디
8화: 부지런한 개미들
9화: 추운건 싫어
10화: 풍선을 쫓아라
11화: 풍선을 쫓아라
12화: 슈퍼한 히어로의 탄생
13화: 막강 스멜 통조림
14화: 아름다운 캉캉
15화: 데굴데굴 볼링
16화: 숨은 우산 찾기
17화: 위험한 공사장
18화: 병, 병, 병
19화: 옥수수밭에서의 결투
20화: 캉캉은 그네를 좋아해
21화: 빙어 낚시 대소동
22화: 낮잠 잘 때는 조용히
23화: 우주박물관 인터스텔라
24화: 디카푸, 세계의 대통령을 꿈꾸다
25화: 꿀벌의 달콤한 생활
26화: 무서~운 박사의 저택
27화: 움직이면 안 돼!
28화: 머슬, 머슬, 머슬!
29화: 이를 소중히
30화: 사로잡힌 도베르만
31화: 즐거운 버섯 따기
32화: 동굴 앞의 노래자랑
33화: 연못 속의 쓰레기집
34화: 히어로의 휴일
35화: 정글에서의 대모험
36화: 캉캉의 하루하루
37화: 달밤의 잠입 작전
38화: 배지의 비밀
39화: 개미들의 생활
40화: 일요일의 골프
41화: 잠들수 없는 밤
42화: 감기 걸린 히어로
43화: 달리고, 도망치고, 뒤쫓아라
44화: 신비한 보보보보본
45화: 파파파파팝콘
46화: 알록달록 빨래들
47화: 커다란 수박
최종화(48): 한밤중의 백화점

## 관련 목록
- 짱구는 못말려